# Anthem (jeu vidéo)
Pour les articles homonymes, voir Anthem.
Anthem est un jeu vidéo d'action-RPG développé par BioWare et édité par Electronic Arts, sorti le 22 février 2019 sur Windows, Xbox One et PlayStation 4.
Les serveurs du jeu seront définitivement fermés le 12 janvier 2026, rendant ainsi le jeu injouable, et ce même en mode solo,,.

## Trame
Anthem plonge le joueur dans un univers de science fantasy luxuriant et exotique,.

## Système de jeu
Anthem est un jeu vidéo de rôle mêlé à des éléments de tir en vue à la troisième personne (action-RPG). Il se déroule dans un monde ouvert aux environnements exotiques, où le joueur peut se déplacer librement (en volant) grâce aux propulseurs de son exosquelette motorisé,. Le jeu se joue seul ou en coopération jusqu'à quatre joueurs.
En tant que jeu vidéo de rôle, Anthem intègre un système de classe de personnage.

## Développement

### Équipe de développement
Anthem est développé par BioWare, une société canadienne de développement, fondée en 1995, et reconnue pour avoir créé de nombreux jeux vidéo de rôle, favorablement accueillis par la critique, tels que Baldur's Gate (1998) et Neverwinter Nights (2002) ainsi que les franchises Mass Effect (2007) et Dragon Age (2009). En 2007, la société est rachetée par Electronic Arts tandis qu'elle comprend trois studios : Edmonton (le principal), Montréal et Austin (bien qu'il soit uniquement lié au développement de Star Wars: The Old Republic).
En 2012, peu après la sortie de Mass Effect 3, BioWare commence le développement d'un nouveau projet (en interne code Dylan), sous la supervision de Casey Hudson. Ce dernier quitte le studio en 2014, après 16 années de carrière, alors qu'il avait élaboré la genèse du projet Dylan,. Entre-temps, la société sort Mass Effect: Andromeda, quatrième opus de la franchise Mass Effect, qui reçoit une réception critique mitigée, notamment à cause de ses défauts techniques et animations faciales. Pour conséquence, BioWare se fait amputer de son studio à  Montréal puisque ses effectifs fusionnent avec d'autres studios interne à Electronics Arts, tels que Motive Studios.
L'année 2017 est marquée par plusieurs changements de personnels. En effet, en juillet, l'équipe est renforcée par le retour de Casey Hudson. Il remplace Aaryn Flynn (qui quitte la société) au poste de directeur général de BioWare. Le même mois, l'équipe est marqué par la mort du concepteur principal Corey Gaspur. En octobre, Steven Gilmour, responsable des animations, quitte le projet après 3 années sur celui-ci. Pourtant, en parallèle, le développement se poursuit, et BioWare cherche à augmenter son effectif.
Le scénariste Drew Karpyshyn participe à l'écriture du jeu jusqu'à son départ en mars 2018 — il travaillait pour BioWare depuis 12 ans en ayant œuvré sur les scénarios de Mass Effect et Mass Effect 2,.
Lors de la sortie du jeu sur la PS4, de nombreux problèmes de plantage ont été recueillis par les joueurs - en particulier un problème pouvant provoquer un grave dysfonctionnement de la console, qui réagit alors comme si une coupure électrique avait eu lieu, et un message de réparation de la console apparaissait alors à l'écran après un redémarrage, ce qui a conduit Sony et Electronic Arts à demander un remboursement pour les joueurs touchés et à proposer un patch correctif.

### Inspirations
Selon BioWare, Anthem s'inscrit dans un genre de science-fiction particulier : le science fantasy,. D'après Aaryn Flynn, alors directeur général de BioWare, le jeu « se tourne plus sur l'amusement dans un univers de jeu à l'ambiance luxuriante et exotique qui vous aspire complètement »,. Par ailleurs, Anthem se rapproche plus d'un film Star Wars ou de l'univers Marvel, et s'éloigne au contraire complètement d'un Mass Effect, lequel s'inscrit plus dans « de la science-fiction pure et dure ».

### Suite
À la suite du lancement du jeu, Electronics Arts, tout comme pour Destiny, souhaiterait faire vivre le jeu dix années, en proposant des engagements sur le long terme,,.

### Fermeture définitive des serveurs
Le 3 juillet 2025, EA annonce la fermeture définitive des serveurs d’Anthem, programmée pour le 12 janvier 2026, rendant ainsi le jeu injouable, et ce même en mode solo,. Cette décision fait écho à l'initiative Stop Killing Games (en), visant à favoriser la préservation et la sauvegarde des jeux vidéo au sein de l'Union Européenne.

## Promotion
Anthem est officialisé le 10 juin 2017, au cours de l'E3, lors de la conférence de Electronics Arts, par le biais d'un trailer. Le jour d'après, un second trailer, présentant du gameplay et tournant sur le moteur graphique Frostbite 3, est diffusé lors de la conférence de Microsoft, ce dernier étant le partenaire marketing du jeu,. La sortie du jeu est alors prévue pour 2018 sur ordinateur (Windows) et sur les consoles de salon PlayStation 4 et Xbox One ainsi que leurs versions optimisées PlayStation 4 Pro et Xbox One X,,.
Toutefois, en janvier 2018, le lancement du jeu est repoussé à 2019.
Lors de l’E3 2018, bien des nouveautés sont annoncées, comme l’apparition de nouvelles classes, de nouveaux gameplay, et d’un monde ouvert immense. Cependant, certaines critiques (émanant notamment de joueurs) pointent le fait que l’équipe de BioWare n’aura fait que reprendre les bases de certains jeux tels que Destiny, ou encore Warframe, voire Mass Effect: Andromeda.

## Réception

### Critique
Anthem reçoit un avis mitigé de la presse vidéoludique, avec des scores de 59/100, 54/100 et 65/100 calculés par l'agrégateur Metacritic sur PC, PlayStation 4 et Xbox One respectivement,,. En dépit d'une excellente technique, sa répétitivité et son scénario peu convaincant lui sont reprochés,.

### Ventes
En décembre 2023, selon Alexandre Scriabine, ex-responsable des réseaux sociaux sur le titre, Anthem aurait vendu 5 millions de copies, dont 2 millions la semaine de sa sortie,,.